# Calino et ses pensionnaires

Calino et ses pensionnaires est un film muet français réalisé par Jean Durand et sorti en 1911.

## Fiche technique
- Autre titre : Calino et les pensionnaires
- Réalisation et scénario : Jean Durand
- Société de production : Société des Établissements L. Gaumont
- Édition : CCL
- Pays : France
- Format : Muet - Noir et blanc - 1,33:1 - 35 mm
- Métrage : 133 m
- Genre :  Comédie
- Date de sortie : 
  -  France : octobre 1911

## Distribution
- Clément Mégé : Calino
- Gaston Modot